# Łącko (gmina)
Pour les articles homonymes, voir Łącko.
Łącko est une gmina rurale du powiat de Nowy Sącz, Petite-Pologne, dans le sud de la Pologne. Son siège est le village de Łącko, qui se situe environ 21 km à l'ouest de Nowy Sącz et 67 km au sud-est de la capitale régionale Cracovie.
La gmina couvre une superficie de 132,95 km2 pour une population de 14 835 habitants.

## Géographie
La gmina inclut les villages de Brzyna, Czarny Potok, Czerniec, Jazowsko, Kadcza, Kicznia, Łącko, Łazy Brzyńskie, Maszkowice, Obidza, Szczereż, Wola Kosnowa, Wola Piskulina, Zabrzeż, Zagorzyn et Zarzecze.
La gmina borde la ville de Szczawnica et les gminy de Kamienica, Krościenko nad Dunajcem, Łukowica, Ochotnica Dolna, Podegrodzie et Stary Sącz.